# Cofradía del Cristo de Medinaceli (Santa Cruz de Tenerife)
La Cofradía de Nuestro Padre Jesús de Medinaceli es una cofradía que tiene su sede canónica en la Iglesia de San José de la ciudad de Santa Cruz de Tenerife (Islas Canarias, España).
La cofradía fue la primera que se creó en el barrio de El Toscal y tiene como titular al Santísimo Cristo de Medinaceli, afamada réplica del famoso Cristo madrileño que se venera en la Basílica de Jesús de Medinaceli de Madrid. 
La imagen del Cristo se venera en la Iglesia de San José desde 1950 y fue donada por la Familia Bello después de que uno de sus miembros se salvara de una grave enfermedad. La imagen fue restaurada por última vez en el año 2006 con una limpieza general, consolidando la policromía y ajustando las distintas piezas que componen el candelero.
El Cristo de Medinaceli sale en procesión el día anterior al primer viernes del mes de marzo, siendo de este modo, la primera imagen que procesiona en Santa Cruz de Tenerife en tiempo de cuaresma. Durante esta procesión la talla va acompañada por distintas personalidades políticas del Ayuntamiento de Santa Cruz de Tenerife y de autoridades religiosas. Al día siguiente, primer viernes de marzo, es costumbre que su altar se llene de claveles rojos y se realice el solemne besapies de la imagen. 
Esta hermandad es filial de la Archicofradía de Jesús de Medinaceli de Madrid. La imagen del Cristo de Medinaceli ilustró el cartel de la Semana Santa de Santa Cruz de Tenerife del año 2008.